# Lehtosaari (ö i Södra Savolax, Nyslott, lat 62,36, long 28,97)
Lehtosaari är en ö i Finland. Den ligger i sjön Iso-Vihtari och i kommunen Heinävesi i den ekonomiska regionen  Nyslotts ekonomiska region  och landskapet Södra Savolax, i den sydöstra delen av landet, 300 km nordost om huvudstaden Helsingfors. Öns area är 3,3 hektar och dess största längd är 310 meter i sydöst-nordvästlig riktning.